# Nieuw Dier
Nieuw Dier is een absurdistisch, door Britse humor geïnspireerd televisieprogramma waarin Erik Whien, Sieger Sloot, Jeroen van Koningsbrugge en Dennis van de Ven in hoog tempo vele sketches spelen. De eerste aflevering werd op 17 september 2006 uitgezonden op Talpa.
Nadat in 2002 het idee voor "Nieuw Dier" was ontstaan, werd een pilotaflevering gemaakt. Hiermee gingen de acteurs langs verscheidene Nederlandse televisieomroepen, maar nergens zag men heil in het voor Nederland nog onbekende genre. Dit veranderde in 2006 toen Talpa besloot om tien afleveringen te kopen en uit te zenden.

## Typetjes
De acteurs spelen in de sketches typetjes zoals Jezus van Nazareth en enkele discipelen, een onbekende volkszanger die geen zin goed kan inzingen (zoals in de eerste aflevering de slogan "Kip, het meest veelzijdige stukje vlees, vis") en vier kwajongens in een stomme film die groepsverkrachten en happy slappen (in de jaren twintig). Daarnaast zijn er per aflevering ook eenmalige typetjes. In 2008 begonnen de herhalingen op RTL 5.